# スペル・オブ・アイアン
『スペル・オブ・アイアン』（The Spell of Iron）は、タロットのアルバム第1作目。1986年発表。プロのバンドとして、フィンランド初のヘヴィメタル・アルバムとなった。
1994年にブルーライト・レコードとゼロ・コーポレーションからコンパクト・ディスクで再発売された。

## 収録曲
1. ミッドウィンター・ナイツ Midwinter Nights
2. ダンシング・イン・ザ・ワイア Dancing On The Wire
3. バック・イン・ザ・ファイヤー Back In The Fire
4. ラブズ・ノット・メイド・フォー・マイ・カインド Love's Not Made For My Kind
5. ネバー・フォーエバー Never Forever
6. スペル・オブ・アイアン Spell Of Iron
7. デ・モーツイ・ニル・ニッシ・ベン De Mortui Nil Nisi Bene
8. ファラオ Pharao
9. ウイングス・オブ・ザ・ダークネス Wings Of Darkness
10. シングス・ザット・クロール・アット・ナイト Things That Crawl At Night

## 参加ミュージシャン
- Marco Hietala - ベース、ボーカル
- Zachary Hietala - ギター
- Mako H. - ギター
- Pecu Cinnari - ドラムス
- Kassu Halonen - バッキング・ボーカル、キーボード（ゲスト参加）